# Planeta Pré-Histórico
Planeta Pré-Histórico (título original em inglês: Prehistoric Planet) é uma série britânico-americana de documentários sobre a natureza em cinco partes focada em dinossauros que estreou no Apple TV a partir de 23 de maio de 2022. É produzido pela BBC Studios Natural History Unit com Jon Favreau como showrunner, efeitos visuais da MPC e narração pelo historiador natural David Attenborough. O documentário segue dinossauros, pterossauros e repteis marinhos recriados com imagens geradas por computador vivendo em todo o mundo no período Cretáceo Superior, 66 milhões de anos atrás (Maastrichtiano), pouco antes da extinção dos dinossauros. Ele pretendia retratar a vida pré-histórica usando pesquisas paleontológicas atuais, incluindo dinossauros com penas precisas e provável comportamento animal especulativo..
Hans Zimmer, Kara Talve e Anže Rozman compuseram a trilha sonora. É a primeira grande série de documentários com foco em dinossauros produzida pela BBC desde Planet Dinosaur em 2011, e a terceira no geral (a primeira foi Walking with Dinosaurs em 1999). Prehistoric Planet foi aclamado pela crítica por seus efeitos visuais, representação de dinossauros e pela narração em inglês de Attenborough.

## Antecedentes e produção
De acordo com o paleontólogo e consultor Steve Brusatte, a série estava em desenvolvimento por "uma década" antes do lançamento do trailer por Jon Favreau.
A série usa pesquisas paleontológicas recentes para descrever os animais do Cretáceo com rigor científico; por exemplo, algumas espécies em destaque são cobertas por penas, como os Tyrannosaurus rex juvenis. O paleozoólogo Darren Naish e o ilustrador científico Gabriel Ugueto foram consultados para as representações da vida pré-histórica da série, juntamente com outros. O conceito de arte e o design da série dos animais foi realizada pela Jellyfish Pictures, enquanto as imagens geradas por computador foram desenvolvidas pela Moving Pictures Company, com a intenção de serem fotorrealistas, como suas produções anteriores The Jungle Book (2016) e O Rei Leão (2019).

## Episódios

### Temporada 1 (2022)

#### Costas
Um pai tiranossauro e sua prole nadam por um perigoso mar para se alimentar de uma tartaruga gigante morta. Filhotes de Alcione voam pela primeira vez através de uma manopla de pterossauros predadores, Barbaridactylus e Phosphatodraco, enquanto os também pterossauros Tethydraco aninham seus ninhos nas margens abaixo. Tuarangisaurus viajam para uma baía em busca de gastrólitos. Um mosassauro macho é limpo por habitantes do recife e defende seu território de um rival mais jovem. Amonites realizam uma elaborada exibição de acasalamento. Uma Tuarangisaurus grávida é alvo de um  Kaikaifilu e protegida por seu bando, após o que ela dá à luz um bebê saudável.

#### Desertos
Vários Dreadnoughtus machos lutam pelo direito de acasalar. Um grupo de velociraptores caça lagartos entre um grupo de Tarbosaurus adormecidos. Um Mononykus procura cupins e investiga novas opções de comida após uma breve tempestade. Vários tipos de dinossauros se reúnem em torno de um bebedouro na Mongólia. Barbaridactylus machos competem pelas fêmeas no topo de um planalto remoto. Uma manada de Secernosaurus enfrenta as duras dunas de gipsita em busca de alimento.

#### Água Doce
Um trio de velociraptores caça pterossauros juvenis em um penhasco perto de uma cachoeira. Um velho tiranossauro macho com cicatrizes de batalha cuida de seus ferimentos e encontra uma fêmea mais jovem. Um Deinocheirus busca alívio para picadas de moscas. Uma quetzalcoatlo fêmea constrói e guarda seu ninho, mas a maioria de seus ovos são comidos por outra fêmea. Uma mãe Masiakasaurus e seus filhotes caçam caranguejos e um dos juvenis é emboscado por um Beelzebufo. Alguns elasmossauros entram em um estuário em busca de peixes.

#### Mundos de Gelo
Dromeosaurus perseguem uma manada de hadrossauros enquanto atravessam um rio gelado. Ornitomimos machos invadem os ninhos dos rivais para fortalecer os seus. Um rebanho de Olorotitan cria seus filhotes em campos vulcânicos férteis, mas lutam contra mosquitos que os parasitam. Um troodontídeo expulsa pequenos mamíferos de suas tocas espalhando um incêndio na floresta. Um jovem Antarctopelta vasculha a floresta em busca de uma nova toca para hibernar no inverno. Um rebanho de Pachyrhinosaurus se opõe a um bando de Nanuqsaurus.

#### Florestas
Austroposeidons derrubam  árvores em busca de folhagem fresca. Um rebanho de tricerátopos viaja por uma caverna para encontrar argila subterrânea. Um carnotauro macho se exibe para uma fêmea, mas é rejeitado. Uma Qianzhousaurus fêmea caça Corythoraptor em uma tempestade de outono. Uma família de edmontossauros escapa de um incêndio na floresta, enquanto um Atrociraptor e um anquilossauro colhem seus espólios. Therizinosaurus juvenis tenta escalar uma colmeia. Um Hatzegopteryx patrulha a densa vegetação rasteira e o litoral atingido por maresia em busca de presas.

### Temporada 2 (2023)

#### Ilhas
Após uma tempestade tropical, dois Zalmoxes participam de um evento de dispersão oceânica. Vários Hatzegopteryx emboscaram um rebanho de Tethyshadros. Uma majungassauro fêmea caça um grupo de Simosuchus. Uma mãe Adalatherium cria seus filhotes em uma toca, na esperança de mantê-los protegidos de predadores como Masiakasaurus e Madtsoia. Um bando de Imperobator persegue um Morrosaurus até um lago congelado. Um Hatzegopteryx macho tenta atrair uma parceira.

#### Terras inóspitas
As fêmeas de Isisaurus atravessam os Basaltos de Decão para chegar ao local de nidificação. Um rebanho misto de saurópodes e prenocéfalos navega por um labirinto de desfiladeiros, mas é emboscado por um bando de velociraptores e um trio de Tarbosaurus. Uma colônia de Corythoraptor machos protege seus ovos do sol escaldante durante o dia, e uma fêmea Kuru kulla à noite, que busca alimentar seus próprios filhotes. Dois jovens Tarchia localizam um oásis no deserto, mas enfrentam um adulto e um grupo de prenocéfalos. Vários filhotes de Isisaurus são vítimas de um Rajasaurus na tentativa de chegar ao seu lar ancestral.

#### Pântanos
Filhotes de pterossauros voam para deixar seu santuário na ilha, mas são alvo de vários Shamosuchus. Vários Austroraptor caçam peixes-agulha e disputam os melhores locais de pesca. Um Beelzebufo macho tenta atrair uma companheira, mas sua tentativa é interrompida por uma manada de Rapetosaurus. Um paquicefalossauro macho deve colocar um jovem em seu lugar. Dois irmãos tiranossauros caçam o edmontossauro sob o manto da escuridão.

#### Oceanos
Uma Phosphorosaurus fêmea caça peixes-lanterna sob a superfície iluminada pela lua no oceano. Hesperornis caçam peixes até serem caçados por Xiphactinus. Os filhotes de Nostoceras ficam à mercê das marés e dos Pyroraptor juvenis. Um mosassauro caça um grupo de Tuarangisaurus. Os jovens Nostoceras que sobreviveram encontram-se entre Baculites e Diplomoceras em sua nova casa de ervas marinhas. Um grupo de Morturneria vasculha o fundo lamacento do mar em busca de alimento.

#### América do Norte
Um tiranossauro e dois quetzalcoatlos brigam pela carcaça de um alamossauro. Um cardume de Sphenodiscus é emboscado por um Globidens. Em um lago em evaporação, Pectinodon juvenil caça moscas enquanto seu pai caça Styginetta. Tricerátopos machos lutam e se exibem pelo direito de acasalar. Uma Nanuqsaurus fêmea caça ornitomimos para alimentar a si mesma e a sua prole.